# Mario Landi
Mario Landi (* 12. Oktober 1920 in Messina; † 18. März 1992 in Rom) war ein italienischer Regisseur.

## Leben
Landi besuchte die Accademia d’Arte Drammatica und schloss sie 1944 mit dem Diplom im Fach Regie ab. Zunächst ging er zum kulturellen Zirkel „Diogene“ in Mailand, wo er zahlreiche Klassiker und neue Stücke inszenierte. 1950 drehte er eine musikalische Komödie mit Luciano Tajoli in der Hauptrolle für das Kino, wandte sich aber intensiv dem damals neuen Medium Fernsehen zu. Für die RAI gehörte er mit Mario Ferrero und Daniele D’Anza zu den ersten Regisseuren; von 1955 bis 1979 war er mit seiner Firma für eine erkleckliche Anzahl an zumeist Komödien verantwortlich, darunter Cime tempestose (1956), Canne al vento (1958), Questi nostri figli (1967) und Nessuno deve sapere (1973). Sein letzter Fernsehbeitrag war 1979 Accade ad Ankara. Ein Höhepunkt seines Fernsehschaffens stellt die Serie Inchieste del commissario Maigret dar, deren sämtliche sechzehn Folgen zwischen 1964 und 1972 er inszenierte und die bis heute einer der größten Erfolge des italienischen Fernsehens darstellt.
Für das Kino inszenierte Landi bei seinen sehr gelegentlichen Ausflügen eher obskure Werke, die in merkwürdigem Kontrast zur Qualität seiner Fernseharbeiten stehen. Am Ende seiner Karriere stehen zwei blutrünstige Horrorfilme.
Landi erhielt zahlreiche Auszeichnungen.

## Filmografie (Auswahl)
Regie
- 1950: Straßenlieder (Canzoni per le strade)
- 1956: Cime tempestose (Fernsehfilm)
- 1958: Canne al vento (Fernsehfilm)
- 1964–1972: L’inchieste del commissario Maigret
- 1966: Maigret und der Würger vom Montmartre (Maigret a Pigalle)
- 1967: Questi nostri figli (Fernsehfilm)
- 1973: Nessuno deve sapere (Fernsehfilm)
- 1979: Accade ad Ankara (Fernsehfilm)
- 1980: Patrick lebt! (Patrick vive ancora)

Drehbuch
- 1957: Maurizio (I colpevoli)